# La Perche
La Perche és un municipi francès, situat al departament de Cher i a la regió de Centre – Vall del Loira. L'any 2007 tenia 251 habitants.

## Demografia

### Població
El 2007 la població de fet de La Perche era de 251 persones. Hi havia 110 famílies, de les quals 32 eren unipersonals (12 homes vivint sols i 20 dones vivint soles), 35 parelles sense fills, 35 parelles amb fills i 8 famílies monoparentals amb fills.
La població ha evolucionat segons el següent gràfic:
Habitants censats

### Habitatges
El 2007 hi havia 185 habitatges, 109 eren l'habitatge principal de la família, 60 eren segones residències i 15 estaven desocupats. 183 eren cases i 2 eren apartaments. Dels 109 habitatges principals, 78 estaven ocupats pels seus propietaris, 24 estaven llogats i ocupats pels llogaters i 7 estaven cedits a títol gratuït; 3 tenien dues cambres, 30 en tenien tres, 31 en tenien quatre i 45 en tenien cinc o més. 81 habitatges disposaven pel capbaix d'una plaça de pàrquing. A 42 habitatges hi havia un automòbil i a 58 n'hi havia dos o més.

### Piràmide de població
La piràmide de població per edats i sexe el 2009 era:
| Homes | Edats   | Dones |
| ----- | ------- | ----- |
| 0     | 95 o +  | 0     |
| 0     | 90 a 94 | 4     |
| 4     | 85 a 89 | 8     |
| 4     | 80 a 84 | 4     |
| 0     | 75 a 79 | 4     |
| 8     | 70 a 74 | 12    |
| 4     | 65 a 69 | 4     |
| 16    | 60 a 64 | 16    |
| 12    | 55 a 59 | 16    |
| 12    | 50 a 54 | 24    |
| 4     | 45 a 49 | 4     |
| 4     | 40 a 44 | 4     |
| 4     | 35 a 39 | 4     |
| 4     | 30 a 34 | 12    |
| 8     | 25 a 29 | 4     |
| 4     | 20 a 24 | 0     |
| 0     | 15 a 19 | 0     |
| 0     | 10 a 14 | 4     |
| 4     | 5 a 9   | 4     |
| 0     | 0 a 4   | 0     |

## Economia
El 2007 la població en edat de treballar era de 155 persones, 111 eren actives i 44 eren inactives. De les 111 persones actives 99 estaven ocupades (54 homes i 45 dones) i 12 estaven aturades (4 homes i 8 dones). De les 44 persones inactives 21 estaven jubilades, 7 estaven estudiant i 16 estaven classificades com a «altres inactius».

### Ingressos
El 2009 a La Perche hi havia 113 unitats fiscals que integraven 260 persones, la mediana anual d'ingressos fiscals per persona era de 15.257 €.

### Activitats econòmiques
Dels 12 establiments que hi havia el 2007, 1 era d'una empresa extractiva, 1 d'una empresa de construcció, 2 d'empreses de comerç i reparació d'automòbils, 1 d'una empresa de transport, 1 d'una empresa d'hostatgeria i restauració, 1 d'una empresa immobiliària, 2 d'empreses de serveis i 3 d'entitats de l'administració pública.
Dels 3 establiments de servei als particulars que hi havia el 2009, 1 era una lampisteria, 1 restaurant i 1 agència immobiliària.
L'any 2000 a La Perche hi havia 9 explotacions agrícoles.

## Equipaments sanitaris i escolars
El 2009 hi havia una escola maternal integrada dins d'un grup escolar amb les comunes properes formant una escola dispersa.

## Poblacions més properes
El següent diagrama mostra les poblacions més properes.